# Дејтон (Индијана)
Дејтон (енгл. Dayton) град је у америчкој савезној држави Индијана.

## Демографија
По попису из 2010. године број становника је 1.420, што је 300 (26,8%) становника више него 2000. године.
| Група             | 2000.         | 2010.         |
| Белци             | 1.074 (95,9%) | 1.331 (93,7%) |
| Афроамериканци    | 2 (0,2%)      | 13 (0,9%)     |
| Азијати           | 0 (0,0%)      | 3 (0,2%)      |
| Хиспаноамериканци | 23 (2,1%)     | 51 (3,6%)     |
| Укупно            | 1.120         | 1.420         |